# Oficer Wywiadu Departamentu Obrony
Oficer Wywiadu Departamentu Obrony – specjalista wywiadu Stanów Zjednoczonych.
Funkcja utworzona została w 1974 roku przez generała porucznika sił lądowych Daniela O Grahama, ówczesnego Dyrektora Agencji Wywiadu Obronnego (DIA – Defense Intelligence Agency). Kompetencje DIA i jej pozycja w hierarchii służb wywiadowczych Stanów Zjednoczonych nie były wówczas ściśle określone. Graham starał się o podniesienie tej pozycji, kierując swoich najbardziej doświadczonych współpracowników do specjalnych zadań wywiadowczych, zwłaszcza w Afryce.